# Sokolo
Sokolo (franska: Swala, Soala) är en ort i Mali.   Den ligger i regionen Ségou, i den sydvästra delen av landet, 300 km nordost om huvudstaden Bamako. Sokolo ligger 274 meter över havet och antalet invånare är 4 374.
Terrängen runt Sokolo är mycket platt. Runt Sokolo är det glesbefolkat, med 8 invånare per kvadratkilometer. Det finns inga andra samhällen i närheten. Trakten runt Sokolo består till största delen av jordbruksmark.